# Honda ADV 350
Der Honda ADV 350 ist ein Mittelklasseroller des japanischen Motorradherstellers Honda.

## Geschichte
Der ADV erscheint als technischer Ableger des Forza 350 und in Anlehnung an den X-ADV 750 zum Modelljahr 2022. 

## Technik
Im Gegensatz zum X-ADV 750 ist der ADV 350 technisch weitgehend ein „herkömmlicher“ Roller, baut also auf einem Stahlrohrrahmen auf und hat die für Roller typische Triebsatzschwinge als Antriebseinheit. Allerdings unterscheidet ihn das Fahrwerk von üblichen Rollern, das ihn mit erhöhter Bodenfreiheit, längeren Federwegen und einer doppelt geklemmten Teleskopgabel auch etwas geländegängig macht.
Der Roller bietet Stauraum in Form eines großen Helmfachs und zusätzlich erhältlichem Topcase sowie ein (manuell) verstellbares Windschild. Weitere Merkmale sind Euro 5, schlüsselloser Zugang und LED-Scheinwerfer.